# Калабалик
Калабали́к (діал.: гамердимер, галас; запозичення з тур. kalabalık) – військова операція з арешту військових підрозділів шведського короля Карла XII, які перебували після поразки в Полтавській битві на підконтрольних Османській імперії територіях біля Варниці (на південь від міста Бендери). Операція відбувалася 11(1) лютого 1713 року після того, як турецький султан Агмед III дізнався про виступ шведів проти кримського хана та про переговори шведів з польським королем Августом II Сильним. У нападі на шведський табір, в якому знаходилося близька 300 осіб (у т. ч. кілька десятків козаків гетьмана Пилипа Орлика та запорожців), взяло участь 26 тис. татар і турецьких яничар. Карл XII був заарештований і невдовзі висланий до Швеції. Ці події негативно вплинули на політичне становище турецьких прихильників Орлика, що змусило останнього емігрувати до Європи.